# Антонівка (Івано-Франківська область)
Анто́нівка  —  село в Україні, у Тлумацькій міській громаді Івано-Франківського району Івано-Франківської області. Розташоване на правому березі Дністра за 2 км від річки та 25 км від Івано-Франківська.

## Історія
Село виникло в середині XVIII ст. на місці, де за переказами мешканців у 1594 році татари винищили багато бранців та жителів довколишніх сіл. При проведенні археологічних розкопок в околицях села знайдено місця видобутку і первинної обробки поселенням трипільців кременю.
Перша письмова згадка про село відноситься до 1750 року, з 1805 року фіксується як окрема адміністративна одиниця. У 1934—1939 роках село входило до об’єднаної сільської ґміни Ніжнюв Тлумацького повіту.
У 1939 році в Антонівці мешкало 660 осіб, з них 645 українців-греко-католиків, 5 поляків і 10 євреїв.
12 червня 2020 року, відповідно до Розпорядження Кабінету Міністрів України  № 714-р «Про визначення адміністративних центрів та затвердження територій територіальних громад Івано-Франківської області», увійшло до складу Тлумацької міської громади.
19 липня 2020 року, в результаті адміністративно-територіальної реформи та ліквідації Тлумацького району, село увійшло до складу новоутвореного Івано-Франківського району.

## Населення

### Мова
Розподіл населення за рідною мовою за даними перепису 2001 року:
| Мова       | Кількість | Відсоток |
| ---------- | --------- | -------- |
| українська | 307       | 100%     |

## Пам'ятки
В селі збережена пам'ятка культурної спадщини 1903 року дерев'яна церква святого Дмитрія.

## Відомі люди
- В селі народився і ріс видатний британський політик, український діаспорний діяч, перший українець який був членом британського парламенту, член Ради Європи, радник прем'єр-міністра Маргарет Тетчер — Терлецький Стефан (англ. Stefan Terlezki).
- Тут вчителювала і тривалий час проживала відома українська поетеса Підгірянка Марійка.